# Blackmoon
David Vincent Parland, mejor conocido  como Blackmoon (26 de septiembre de 1970 – 19 de marzo de 2013), fue un músico sueco. Blackmoon es conocido por su trabajo en Dark Funeral desde 1993 a 1996, Necrophobic e Infernal.
Se suicidó el 19 de marzo de 2013 a la edad de 42.

## Discografía

### Infernal
- Infernal (MCD) (2000) (Hellspawn Records)
- Under Wings of Hell (Split) (2002)
- Summon Forth the Beast (MCD) (2003) (Hammerheart Records)
- The Infernal Return (E.P) (May,2010) (GoatHorned Productions)

#### Grabaciones no salidas al mercado
- Hellhymns" 4-track demo (otoño 2010 - Hellspawn)
- Untitled album (2010/2011)

### Darkwinds
- Demo (demo) (1994) (como Blackmoon)
- Demo (2009)
- Untitled album (2010)

### Necrophobic
- Slow Asphyxiation (1990) (demo)
- Unholy Prophecies (1991) (demo)
- The Call (EP) (1992) (Wild Rags Records)
- The Nocturnal Silence (1993) (Black Mark Production)
- Bloodfreezing (1994) (demo). Now available for download
- Spawned by Evil (MCD) (1996) (Black Mark Production)
- Satanic Blasphemies (2010) (Regain Records)

### Dark Funeral
- Dark Funeral (EP) (1994) (Hellspawn Records)
- The Secrets of the Black Arts (1996) (No Fashion Records)
- In the Sign... (2000) (Hellspawn Records)

### War
- Total War (1996/1997) (Necropolis Records)
- We Are...Total War... (2001) (Hellspawn Records)

## Hellspawn Records Releases
- Dark Funeral - Dark Funeral (EP) (1994)
- Abruptum - Evil Genius (1995)
- Von - Satanic Blood (1996/97)
- In Conspiracy with Satan - Bathory Tribute (1998)
- Infernal - Infernal (MCD) (2000)
- Dark Funeral - In the Sign... (2000)
- War - We Are...Total War... (2001)
- Tyrants from the Abyss - Morbid Angel Tribute (2002)
- Deathwitch - Deathfuck Rituals (2002)
- Maze of Torment - The Unmarked Graves (2003)